# 香港本土語言保育協會
香港本土語言保育協會（Association for Conservation of Hong Kong Indigenous Languages）成立於2008年，由多位熱心於保育及關注香港本土語言的社會人士設立，包括主力研究客家話的語言學者劉鎮發教授，現任會長是張國雄博士。該組織致力保育客家話和圍頭話在內的香港本土語言，同時促進其他消失中的語言的保育。該會亦在該網設立網上發音字典 ，供公衆檢索各漢字之圍頭話及香港客家話讀音。

## 香港語言現況
現今香港的通用語是粵語廣州話，但廣州話並非香港本土語言 。廣府圍頭、客家、廣府水上、福佬都是香港原居民社會的組成族羣。香港開埠後，廣州話傳入，成為香港市區的通用語。至20世紀60年代末，鑒於來自中國各地移民帶來了不同的漢語變體，加上粵語廣州話之強勢影響，香港政府遂選擇了粵語廣州話爲統一華人的語言。此項政策影響深遠，令客家話和圍頭話等本土語言逐漸衰退。根據2011年香港人口普查報告，以客家語為母語的居民僅佔香港人口的0.9% 。而自稱通曉客家語者則僅佔香港人口的4.7%。

## 該會工作[10]
- 獲「衞奕信勳爵文物信託」撥款[11]，以有聲形式保存香港原居民語言（圍頭話及客家話）[12]，另又以有聲音的形式保存圍頭話、客家話、汀角話及東平洲話之常用詞彙記錄[13]。
- 設有網上發音字典[14]、詞典[15]及談話錄音[16][17]，供公衆查詢並學習各漢字之圍頭話及香港客家話讀音。
- 爭取將圍頭話及客家話列入香港「非物質文化遺產」名單內。現時圍頭話及客家話已獲列入香港首分的「非物質文化遺產」名單內。
- 開辦香港客家話課程[3]。
- 曾與其他機構合辦講座。